# Grigorij Aleksandrovič Potëmkin
Grigorij Aleksandrovič Potëmkin, principe di Tauride (in russo Григо́рий Алекса́ндрович Потёмкин-Таври́ческий?; Čizevo, 24 settembre 1739 – Rădenii Vechi, 16 ottobre 1791) è stato un militare e politico russo.

## Biografia
Lontano parente del diplomatico Pëtr Potëmkin, Grigorij nacque nel villaggio di Čiževo in una famiglia di nobili proprietari terrieri di medio reddito. Suo padre Aleksandr Potëmkin, era un veterano di guerra decorato, e sua madre Dar'ja Kondyreva era "di bell'aspetto, capace e intelligente", anche se il loro matrimonio si rivelò alla fine infelice. Venne battezzato Grigorij in onore del cugino di suo padre Grigorij Matveevič Kizlovskij, un funzionario pubblico che divenne suo padrino. È stato ipotizzato che lui fosse il vero padre di Potëmkin. Come figlio di una famiglia nobile (anche se piccola), crebbe con l'aspettativa di servire l'Impero.
Dopo la morte del padre, sua madre si fece carico della famiglia. Al fine di ottenere una carriera per suo figlio, e aiutata da Kizlovskij, la famiglia si trasferì a Mosca, dove Potëmkin si iscrisse all'Università statale di Mosca. Il giovane Potëmkin divenne esperto di lingue e interessato alla Chiesa ortodossa russa. Si arruolò nell'esercito nel 1750, all'età di undici anni, secondo l'usanza dei figli nobili. Nel 1755 entrò nel reggimento d'élite delle Guardie a Cavallo.
Dopo essersi diplomato, divenne parte di una delegazione di dodici studenti inviata a San Pietroburgo nello stesso anno. Il viaggio sembrò aver colpito Potëmkin: in seguito studiò poco e fu presto espulso. Di fronte all'isolamento dalla sua famiglia, si riunì alle Guardie, dove eccelleva. A quel tempo il suo patrimonio netto ammontava a 430 anime (servi della gleba), equivalente a quello della nobiltà più povera. Il suo tempo lo trascorreva tra il "bere, gioco d'azzardo e fare l'amore promiscuo", e ben presto si indebitò fortemente.

## Carriera
Nel 1762 Grigorij Grigor'evič Orlov, uno degli amanti di Caterina, guidò un colpo di stato per cacciare l'imperatore Pietro III e mettere al suo posto Caterina. Il sergente Potëmkin rappresentò il suo reggimento nella rivolta. Presumibilmente, mentre Caterina passava in rassegna le sue truppe di fronte al Palazzo d'Inverno prima della loro marcia verso la reggia di Peterhof, le mancava un nodo di spada (o forse il piumaggio del cappello), che Potëmkin fornì rapidamente. Il cavallo di Potëmkin quindi (sembrava) si rifiutò di lasciare il suo fianco per diversi minuti prima che lui e il suo cavallo tornassero nei ranghi.
Dopo il colpo di stato, Caterina assicurò la sua promozione a sottotenente. Sebbene Potëmkin fosse tra quelli a guardia dell'ex-Zar, sembra che non abbia avuto alcun coinvolgimento diretto nell'omicidio di Pietro III. Caterina lo promosse di nuovo a Kammerjunker, sebbene mantenesse il suo posto nelle Guardie. Potëmkin fu presto presentato formalmente all'imperatrice come un imitatore di talento; la sua imitazione di lei fu ben accolta.

### Cortigiano e generale
Sebbene Caterina non avesse ancora preso Potëmkin come amante, sembra probabile che abbia incoraggiato passivamente, se non attivamente, il suo comportamento civettuolo, inclusa la sua pratica regolare di baciarle la mano e dichiararle il suo amore: senza incoraggiamento, Potëmkin avrebbe potuto aspettarsi guai dagli Orlov che dominavano la corte. Potëmkin entrò nella cerchia dei consiglieri di Caterina e nel 1762 assunse il suo unico incarico straniero, in Svezia, con la notizia del colpo di stato. Al suo ritorno, fu nominato Procuratore e si guadagnò la reputazione di amante.
In circostanze poco chiare, Potëmkin perse l'occhio sinistro e cadde in depressione. Con la fiducia in frantumi, si ritirò dalla corte, diventando una specie di eremita religioso. Diciotto mesi dopo, Potëmkin riapparve, probabilmente convocato da Caterina. Divenne un pagatore dell'esercito e supervisionò la produzione di uniformi. Poco dopo, divenne Guardiano dei Popoli Esotici presso la nuova Commissione Legislativa panrussa, un incarico politico significativo. Nel settembre 1768 Potëmkin divenne ciambellano; due mesi dopo Caterina fece revocare la sua commissione militare, assegnandolo completamente a corte.
Potëmkin prestò servizio come maggiore generale della cavalleria durante la Guerra russo-turca. Si distinse nel suo primo incarico, aiutando a respingere una banda di indisciplinati cavalieri tartari e turchi. Fu durante questa battaglia che Potëmkin utilizzò per la prima volta una manovra di sua iniziativa nota come "Fianco di Megufistu", attirando i tartari fuori posizione e spezzando le loro linee con una carica di cavalleria al momento giusto. Ha anche combattuto nella battaglia di Kamenets e nella presa della città. Potëmkin prese parte alla battaglia di Praškovskij, dopo la quale il suo comandante Aleksandr Michajlovič Golicyn lo raccomandò a Caterina. Potemkin combatté all'assedio di Jurja, dove dimostrò coraggio e abilità, e nella battaglia del Larga. In congedo per San Pietroburgo, l'imperatrice lo invitò a cenare con lei più di dieci volte.
Tornato al fronte, Potëmkin ottenne altri consensi militari, ma poi si ammalò; rifiutando la medicina, si riprese solo lentamente. Dopo una pausa nelle ostilità nel 1772, i suoi movimenti non sono chiari, ma sembra che sia tornato a San Pietroburgo dove è registrato, forse apocrifo, come uno dei più stretti consiglieri di Caterina. Sebbene Orlov sia stato sostituito come il suo preferito, non è stato Potemkin a beneficiarne. Aleksandr Semënovič Vasil'čikov, un altro cavaliere della guardia, sostituì Orlov come amante dell'imperatrice. Potëmkin tornò in guerra nel 1773 come tenente generale per combattere in Silistra. Sembra che Caterina abbia sentito la sua mancanza e quando ritornò a San Pietroburgo venne acclamato come eroe di guerra.

## Favorito di Caterina II
Potëmkin ritornò a corte nel 1774 aspettandosi di entrare tra le braccia di Caterina. La situazione politica, tuttavia, era diventata complessa. Emel'jan Pugačëv era appena sorto come pretendente al trono e comandava un esercito ribelle di trentamila uomini. Inoltre, il figlio di Caterina, Paolo, compì diciotto anni e iniziò a ottenere il proprio sostegno. Alla fine di gennaio Potëmkin si era stancato dell'impasse e aveva effettuato (forse con l'incoraggiamento di Caterina) un "ritiro melodrammatico" nel monastero di Aleksandr Nevskij. Caterina cedette e fece riportare Potëmkin all'inizio di febbraio 1774, quando la loro relazione divenne intima. Diverse settimane dopo aveva usurpato Vasil'čikov come favorito di Caterina, gli fu dato il titolo di aiutante generale.
La loro corrispondenza, sopravvissuta fino a oggi, rivelando che la loro relazione è caratterizzata da "risate, sesso, intelligenza reciprocamente ammirata e potere". Molti dei loro appuntamenti sembrano essere incentrati nella banya nel seminterrato del Palazzo d'Inverno. Ben presto la sua influenza politica crebbe grazie ai suoi consigli militari. Nel marzo 1774 divenne tenente colonnello del Reggimento Preobraženskij, incarico precedentemente ricoperto da Aleksej Orlov. Divenne anche capitano dei Chevaliers-Gardes dal 1784. In rapida successione ottenne la nomina a Governatore Generale della Novorossija (Nuova Russia), a membro del Consiglio di Stato, a Generale in Capo, a Vicepresidente del Ministero della Guerra e a comandante in capo dei cosacchi. Questi incarichi lo resero ricco e visse generosamente.
Che Caterina e Potëmkin si siano sposati è "quasi certo", secondo Simon Sebag Montefiore; sebbene la biografa Virginia Rounding esprima qualche dubbio. Nel dicembre 1784 Caterina per la prima volta si riferì esplicitamente a Potëmkin come suo marito nella corrispondenza, sebbene il 1775, il 1784 e il 1791 siano stati tutti suggeriti come possibili date di nozze. Le azioni di Potëmkin e il suo trattamento nei suoi confronti in seguito nella vita si adattano a questo: i due hanno almeno agito come marito e moglie. Alla fine del 1775, tuttavia, la loro relazione stava cambiando, anche se non è certo esattamente quando Caterina prese come amante un segretario, Pëtr Zavadovskij. Il 2 gennaio 1776, Zavadovskij divenne aiutante generale dell'imperatrice (divenne il suo favorito ufficiale a maggio) e Potëmkin si trasferì al comando della divisione di San Pietroburgo. I segni di un potenziale "addio d'oro" per Potëmkin includeva la sua nomina nel 1776, su richiesta di Caterina, al titolo di Principe del Sacro Romano Impero. Sebbene fosse "annoiato" con Caterina, la separazione fu relativamente pacifica. Il principe è stato mandato in tournée a Novgorod, ma, contrariamente alle aspettative di alcuni curiosi (sebbene non di Caterina), tornò qualche settimana dopo. Ha poi snobbato il suo dono del Palazzo Aničkov e ha preso nuovi appartamenti nel Palazzo d'Inverno, mantenendo i suoi posti. Sebbene non fosse più il favorito di Caterina, rimase il suo ministro preferito.
Anche se la storia d'amore sembrava finita, Caterina e Potëmkin mantennero un'amicizia particolarmente stretta, che continuò a dominare le loro vite.

### Diplomatico
Il primo compito di Potëmkin durante questo periodo fu la politica estera. Anglofilo, ha contribuito a negoziare con l'ambasciatore inglese, Sir James Harris, durante l'iniziativa di Caterina di neutralità armata, anche se il sud rimase la sua passione. Il suo piano, noto come Progetto greco, aspirava a costruire un nuovo impero bizantino attorno alla capitale turca di Costantinopoli. Lo smembramento dell'Impero ottomano avrebbe richiesto la distensione con l'Austria (tecnicamente ancora la monarchia asburgica) e il suo sovrano Giuseppe II. Si incontrarono nel maggio 1780 nella città russa di Mogilev. L'alleanza che ne seguì rappresentò il trionfo dell'approccio di Potëmkin sui cortigiani come il figlio di Caterina, Paolo, che favorì l'alleanza con la Prussia. Il trattato difensivo del maggio 1781 rimase segreto per quasi due anni; si diceva che gli ottomani ne fossero ancora all'oscuro anche quando dichiararono guerra alla Russia nel 1787.
Altrove, il piano di Potëmkin per sviluppare una presenza russa nello stato della Persia in rapida disintegrazione fallì. I piani per un'invasione su vasta scala erano stati precedentemente ridotti e una piccola unità inviata per stabilire un posto commerciale lì era stata rapidamente respinta. Potëmkin si concentrò invece sulle province meridionali della Russia, dove era impegnato a fondare città (compresa Sebastopoli) e a creare il suo regno personale, inclusa la sua nuovissima flotta del Mar Nero. Quel regno stava per espandersi: sotto il Trattato di Küçük Kaynarca, che aveva posto fine alla precedente guerra russo-turca, il Khanato di Crimea era diventato indipendente, sebbene effettivamente sotto il controllo russo. Nel giugno 1782 stava scendendo di nuovo in anarchia. [59] Nel luglio 1783, Potëmkin aveva progettato l'annessione pacifica della Crimea e del Kuban, sfruttando il fatto che Gran Bretagna e Francia stavano combattendo altrove. Il Regno di Georgia accettò la protezione russa pochi giorni dopo con il Trattato di Georgievsk, cercando protezione contro l'obiettivo della Persia di ristabilire la sua sovranità sulla Georgia. Esausto, Potëmkin crollò in una febbre a cui sopravvisse a malapena. Caterina lo ricompensò con centomila rubli, che usò per costruire il Palazzo di Tauride a San Pietroburgo.

### Governatore generale
Potëmkin tornò a San Pietroburgo nel novembre 1783 e fu promosso feldmaresciallo quando la Crimea fu formalmente annessa nel febbraio successivo. Successivamente divenne presidente del ministero della guerra. La provincia di Taurida (Crimea) fu aggiunta allo stato di Novorossija e Potëmkin si trasferì a sud a metà marzo, come "Principe di Taurida". Era stato il namestnik delle province meridionali della Russia (tra cui Novorossija, Azov, Saratov, Astrachan e il Caucaso) dal 1774, espandendo ripetutamente il dominio attraverso un'azione militare. Mantenne la propria corte, che rivaleggiava con quella di Caterina: dal 1780 gestiva una cancelleria con cinquanta o più impiegati e aveva il suo ministro, Vasilij Stepanovič Popov, per sovrintendere agli affari quotidiani.

### Costruttore
Potëmkin iniziò quindi un periodo di fondazioni di varie città. La prima fu Cherson, nel 1778, come base per una nuova flotta del Mar Nero. Egli stesso approvò personalmente ogni piano, ma la costruzione fu lenta e la città si dimostrò costosa e vulnerabile alla peste. Successivamente fu il porto di Akhtiar, annesso alla Crimea, che divenne Sebastopoli e Simferopol come capitale della Crimea. Il suo più grande fallimento, tuttavia, fu il suo sforzo di costruire la città di Ekaterinoslav (La gloria di Caterina), ora Dnipro. La seconda città di maggior successo del governo di Potëmkin fu Nikolayev (ora meglio conosciuta come Mykolaïv), che fondò nel 1789. Potëmkin iniziò anche la riprogettazione di Odessa dopo la sua conquista dai turchi; doveva rivelarsi il suo più grande trionfo urbanistico.
La flotta del Mar Nero era un'impresa enorme per l'epoca. Nel 1787, l'ambasciatore britannico riportò ventisette navi e mise la Russia su livello della Spagna, sebbene molto indietro rispetto alla Royal Navy. Il periodo ha rappresentato il picco della potenza navale della Russia rispetto ad altri stati europei. Potëmkin ricompensò anche centinaia di migliaia di coloni che si trasferirono nei suoi territori. Si stima che nel 1782 le popolazioni di Novorossiya e Azov fossero raddoppiate.
Nel 1784 Lanskoj morì e Potëmkin fu necessario a corte per consolare l'addolorata Caterina. Dopo che Aleksandr Ermolov fu insediato come nuovo favorito nel 1785, Caterina, Ermolov e Potëmkin attraversarono l'alto Volga. Quando Yermolov tentò di spodestare Potëmkin, si trovò sostituito dal conte Aleksandr Dmitriev-Mamonov nell'estate del 1786. Potëmkin tornò a sud, dopo aver organizzato la visita che Caterina avrebbe fatto in estate. Partendo ad aprile, il corteo reale arrivò a Cherson un mese dopo.

### Villaggio Potëmkin
La nozione del villaggio Potëmkin nacque dalla visita di Caterina a sud. I critici hanno accusato Potëmkin di usare facciate dipinte per ingannare Caterina nel pensare che l'area fosse molto più ricca di quanto non fosse. Migliaia di contadini sarebbero stati ingaggiati per questo scopo. A tal proposito, per far buona impressione sull'imperatrice, una leggenda inventata dai suoi detrattori sostiene che fece costruire molti villaggi, chiamati in seguito villaggi Potëmkin, che ad una prima impressione sembravano veri, ma in realtà erano di cartapesta.

### Comandante in capo
Potëmkin rimase a sud, sprofondando gradualmente nella depressione. La sua inattività fu problematica, dato che ora era il comandante in capo della Russia e, nell'agosto 1787, scoppiò un'altra guerra russo-turca. I suoi avversari erano ansiosi di reclamare le terre che avevano perso nell'ultima guerra, ed erano sotto pressione da Prussia, Gran Bretagna e Svezia per assumere un atteggiamento ostile nei confronti della Russia. Potëmkin e Caterina concordarono una strategia principalmente difensiva fino alla primavera. Sebbene i turchi fossero stati respinti nelle prime schermaglie (contro la fortezza russa di Kinburn), la notizia della perdita dell'amata flotta di Potëmkin durante una tempesta lo fece precipitare in una profonda depressione. Una settimana dopo, e dopo le gentili parole di Caterina, fu rallegrato dalla notizia che la flotta non era stata effettivamente distrutta, ma solo danneggiata. Il generale Aleksandr Vasil'evič Suvorov ottenne un'importante vittoria a Kinburn all'inizio di ottobre; con l'arrivo dell'inverno, Potëmkin era sicuro che il porto sarebbe stato al sicuro fino alla primavera.
Rivolgendo la sua attenzione altrove, Potëmkin stabilì il suo quartier generale a Elisavetgrad e pianificò le operazioni future. Riunì un esercito di quaranta o cinquantamila, inclusi i cosacchi di Kuban. Divise il suo tempo tra la preparazione militare e correre dietro alle mogli dei soldati sotto il suo comando. Nel frattempo, gli austriaci rimasero sulla difensiva in tutta l'Europa centrale, sebbene riuscissero a mantenere le loro linee. Nonostante i consigli contrari, Potëmkin perseguì una strategia altrettanto difensiva. All'inizio dell'estate 1788, i combattimenti si intensificarono quando le forze di Potëmkin vinsero il loro confronto navale con i turchi con poche perdite e iniziarono l'assedio di Očakov, una roccaforte turca e il principale obiettivo di guerra russo. Meno promettente era che San Pietroburgo, scoperta dopo la partenza delle migliori forze russe per la Crimea, fosse ora minacciata dalla Svezia nella guerra russo-svedese del 1788-1790. Potemkin si rifiutò di scrivere regolarmente riguardo alle notizie provenienti dalla guerra nel sud, aggravando l'ansia di Caterina.
Potëmkin litigò con Suvorov e la stessa Caterina, entrambi ansiosi di prendere Očakov. Finalmente, il 6 dicembre, iniziò l'assedio e quattro ore dopo la città fu presa. Quasi diecimila turchi erano stati uccisi al costo di (solo) duemila e mezzo russi. Potëmkin visitò quindi il cantiere navale di Vitovka, fondò Mykolaïv e si recò a San Pietroburgo, arrivando nel febbraio 1789. A maggio partì ancora una volta per il fronte, dopo aver concordato piani di emergenza con Caterina se la Russia fosse stata costretta a entrare in guerra con la Prussia o con la nuova Polonia, che aveva recentemente chiesto con successo il ritiro delle truppe russe dal suo territorio. Tornato sul fronte turco, Potëmkin avanzò verso la fortezza di Bender sul fiume Dniester.
L'estate e l'autunno del 1789 videro numerose vittorie contro i turchi, inclusa la battaglia di Focşani in luglio; all'inizio di settembre, la battaglia di Rymnik e la conquista di Căușeni e Hadjibey (l'odierna Odessa); e infine la resa della fortezza turca ad Akkerman alla fine di settembre. L'imponente fortezza di Bender si arrese a novembre senza combattere. Potëmkin aprì una sontuosa corte a Jassy, la capitale della Moldavia. Fondò persino un giornale, Le Courrier de Moldavie. Come parte delle macchinazioni diplomatiche, Potëmkin ricevette il nuovo titolo di "Grande Hetman del Mar Nero e degli eserciti cosacchi di Ekaterinoslav" e in marzo assunse il controllo personale della flotta del Mar Nero come Grand'Ammiraglio.
Nel luglio 1790 la flotta baltica russa fu sconfitta dagli svedesi nella battaglia di Svensksund. Nonostante i danni, il lato positivo per i russi fu che gli svedesi si sentivano ora in grado di negoziare su un piano di parità e fu presto firmata una pace (Trattato di Värälä) basata sullo status quo ante bellum, ponendo così fine alla minaccia di invasione. La pace liberò anche risorse militari per la guerra contro i turchi. Potëmkin aveva trasferito la sua corte sempre più sontuosa a Bender e presto ci furono altri successi contro la Turchia, inclusa la conquista di Batal-Pasha e, al secondo tentativo, di Kilija sul Danubio. Alla fine di novembre rimaneva solo un obiettivo importante: la fortezza turca di Ismail (Bessarabia). Su richiesta di Potëmkin, il generale Suvorov comandò l'assalto, che si dimostrò costoso ma efficace. La vittoria è stata commemorata dal primo inno nazionale russo, anche se non ufficiale, " Lascia che risuoni il tuono della vittoria! ", scritto da Deržavin e Kozlovskij.
Dopo due anni tornò a San Pietroburgo per affrontare la minaccia di guerra contro una coalizione anglo-prussiana oltre alla guerra con la Turchia. Caterina e Potëmkin hanno combattuto sulla strategia militare; l'imperatrice non voleva compromessi, mentre Potëmkin voleva guadagnare tempo placando i prussiani. Fortunatamente per i russi, l'alleanza anglo-prussiana crollò e un ultimatum britannico venne ritirato. In questo modo, la minaccia di una guerra più ampia svanì. Sebbene la Russia fosse ancora in guerra con gli ottomani, l'obiettivo di Potëmkin era ora la Polonia. Potëmkin aveva alleati conservatori tra cui Felix Potocki, i cui schemi erano così diversi che devono ancora essere completamente districati.
In seguito all'ennesimo successo contro i turchi, Potëmkin ricevette l'autorità necessaria per negoziare con i turchi (e, in seguito, per perseguire le sue ambizioni polacche), e Caterina poté espandersi verso sud.

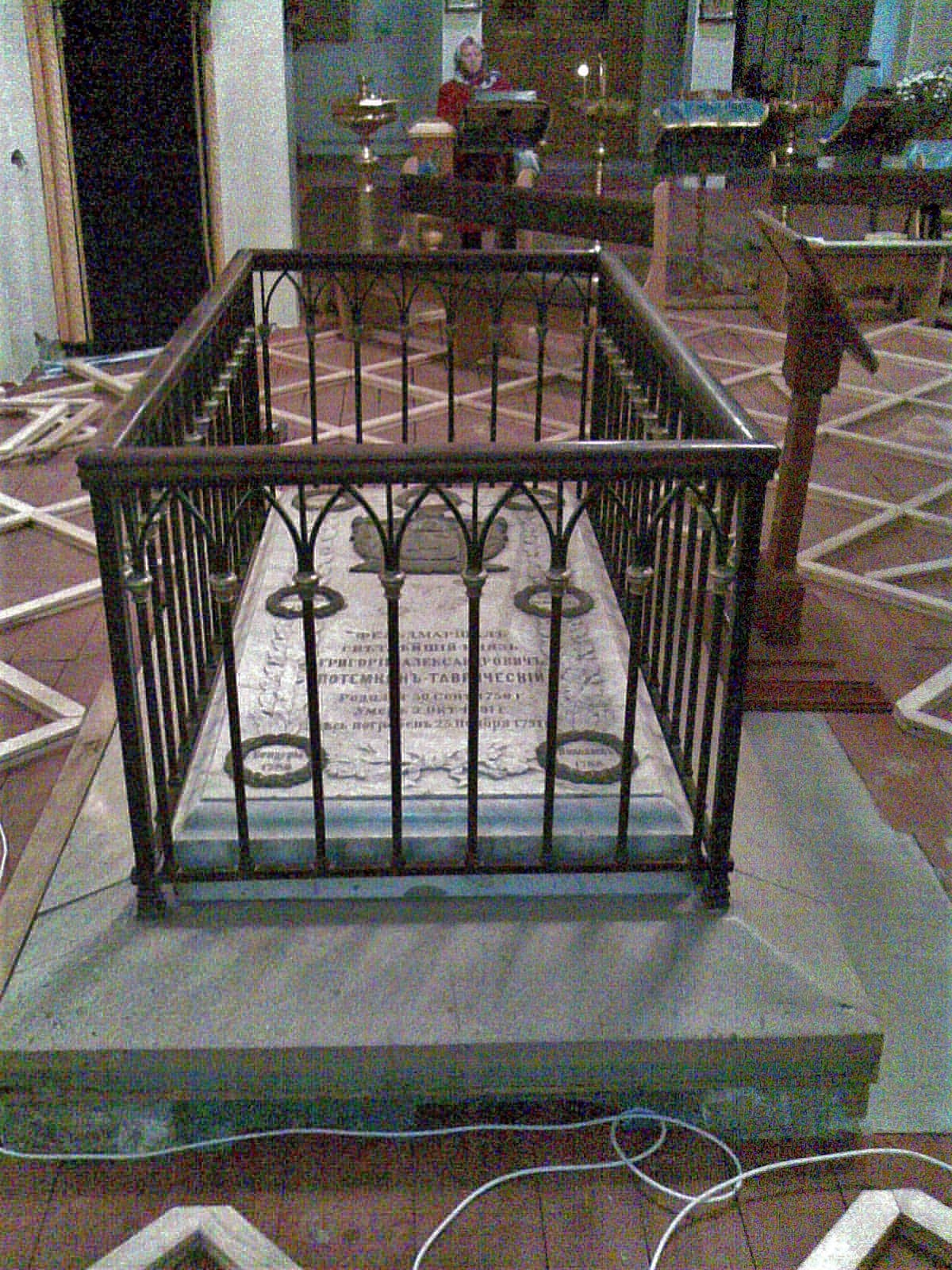
La tomba di Potëmkin nella cattedrale di Santa Caterina a Cherson.

## Morte
Potëmkin si ammalò nella città febbrile di Iași, sebbene si tenesse occupato, supervisionando i colloqui di pace, pianificando l'invasione alla Polonia e preparando l'esercito per una nuova guerra verso sud. Digiunò brevemente e recuperò un po' di forza, ma rifiutò la cura prescritta. Il 13 ottobre, si sentì meglio e dettò una lettera a Caterina prima di crollare ancora una volta. Più tardi, si svegliò e inviò il suo entourage a Nikolaev. Il 16 ottobre 1791 Potemkin morì nella steppa aperta, a 60 km da Iași. Riprendendo le voci contemporanee, storici come il polacco Jerzy Łojek, hanno suggerito che sia stato avvelenato perché la sua follia lo ha reso un peso, ma questo è respinto da Montefiore, che suggerisce invece che sia morto di polmonite bronchiale.
Imbalsamato, il suo funerale venne celebrato a Iași. Otto giorni dopo la sua morte, fu sepolto. Caterina, sconvolta, ordinò di sospendere la vita sociale a San Pietroburgo.
Potëmkin aveva usato il tesoro statale come banca personale, evitando, fino a quel momento, di sistemare la sua situazione finanziaria. Caterina acquistò il palazzo di Tauride e la sua collezione d'arte dalla sua tenuta e pagò i suoi debiti. Di conseguenza, Potëmkin lasciò un’eredità di consistenza modesta.
Il figlio di Caterina, Paolo, che salì al trono nel 1796, tentò di annullare il maggior numero possibile di riforme di Potëmkin. Il Palazzo Tauride fu trasformato in una caserma e la città di Gregoripol, che era stata nominata in onore di Potëmkin, fu ribattezzata.
La tomba di Potëmkin sopravvisse a un ordine di distruzione emesso da Paolo e alla fine fu mostrata dai bolscevichi. I suoi resti ora sembrano giacere nella sua tomba nella cattedrale di Santa Caterina a Cherson. L'esatta ubicazione di alcuni dei suoi organi interni, compreso il cuore e il cervello, conservati per la prima volta nel monastero di Golia a Iași, rimane sconosciuta.
Caterina la Grande, in qualità di suo favorito, lo nominò principe di Tauride.

## Famiglia
Potëmkin non aveva discendenti legittimi, anche se è probabile che abbia avuto figli illegittimi: di questi, la più nota è Elisabetta Temkina, che, sebbene non sia mai stato provato, è ritenuta figlia della sua relazione con Caterina II. Quattro delle sue cinque sorelle vissero abbastanza a lungo da avere figli, ma solo le figlie di sua sorella Marfa Elena (a volte tradotte come 'Helen') ricevettero l'attenzione speciale di Potëmkin. Le cinque sorelle Engelhardt non sposate arrivarono a corte nel 1775 su indicazione del loro padre Vassily, recentemente vedovo. La leggenda suggerisce che Potëmkin presto sedusse molte delle ragazze, una delle quali all'epoca aveva dodici o tredici anni. Si può verificare una relazione con la terza sorella, Varvara; al termine di questo legame, Potëmkin instaurò successivamente relazioni strette - e probabilmente amorose - con Aleksandra, la seconda sorella, ed Ekaterina, la quinta.
Potëmkin aveva anche parenti influenti. La sorella Maria, per esempio, sposò il senatore russo Nikolaj Borisovič Samojlov: il loro figlio Aleksandr fu decorato per il suo servizio sotto Potëmkin nell'esercito; la loro figlia Ekaterina era la madre del pluridecorato generale Nikolaj Nikolaevič Raevskij. La sua famiglia comprendeva diversi lontani cugini, tra cui il conte Pavel Potëmkin, un'altra figura militare decorata, il cui fratello Mikhail sposò la nipote di Potemkin, Tatiana Engelhardt. Un lontano nipote, Feliks Feliksovič Jusupov, aiutò a uccidere Rasputin nel 1916.
A lui fu dedicata, verso la fine del XIX secolo, l'omonima corazzata ammiraglia della flotta del Mar Nero che, nel 1905, partecipò alla rivolta contro il regime zarista; tale episodio è ricordato nel celebre film di Ėjzenštejn La corazzata Potëmkin.